# 江戸川駅

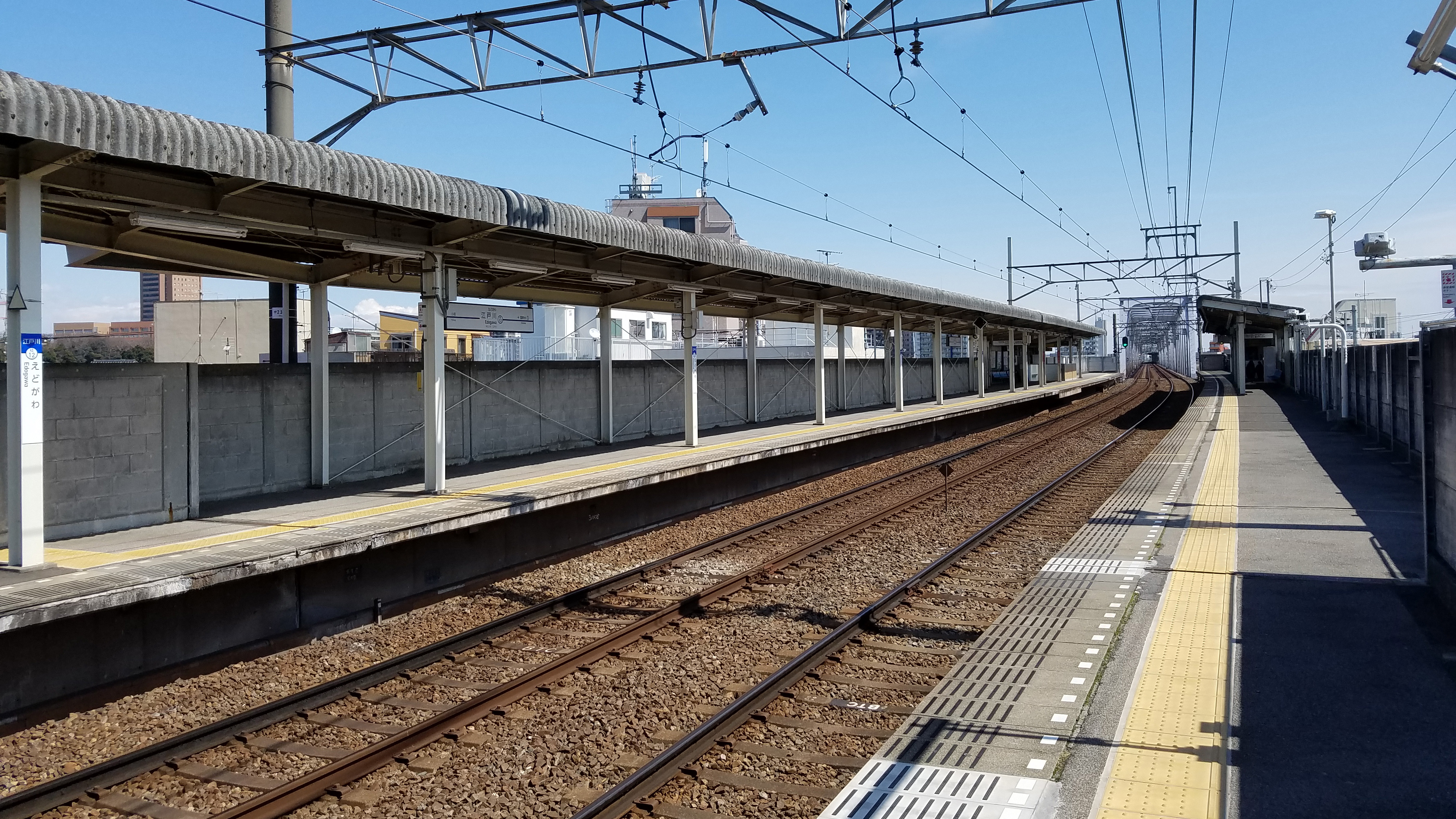
駅ホーム（2017年3月）

江戸川駅（えどがわえき）は、東京都江戸川区北小岩三丁目にある、京成電鉄本線の駅である。駅番号はKS12。

## 歴史
- 1912年（大正元年）11月3日：第1期着工線（押上駅から）の終着駅として開設。第1期線は市川新田駅（現・市川真間駅）まで開通予定であったが、江戸川橋梁建設が遅れていたため暫定的な終着駅であった[1]。駅は現在地より西側の江戸川河川敷に開設され[2]、対岸の市川へは伝馬船を借切り連絡を行った[1]。開設当初の駅名は市川駅（いちかわえき）であった[3][注釈 1]。
- 1914年（大正3年）8月30日：江戸川橋梁完成に伴い築堤上へ移設[2]、江戸川駅（えどがわえき）へ改称[1]。
- 1980年（昭和55年）6月4日：江戸川橋梁架替えに伴い僅かに下流側へ移設[2]。

## 駅構造
相対式ホーム2面2線を有する高架駅。直ぐ傍に江戸川の土手があり、ホームからは江戸川を挟んだ隣の国府台駅を見ることが可能。
京成本線における東京都内最後の駅であり、企画乗車券「下町日和きっぷ」のフリー区間も当駅までである。1986年9月14日に都営地下鉄新宿線篠崎駅が開業するまでは、東京都最東端の駅となっていた。

### のりば
| 番線 | 路線     | 方向 | 行先                                          |
| ---- | -------- | ---- | --------------------------------------------- |
| 1    | 京成本線 | 上り | 京成上野・押上・ 都営浅草線・ 京急線方面      |
| 2    | 京成本線 | 下り | 京成船橋・京成津田沼・ 成田空港・京成千葉方面 |

- 上表路線名は成田空港線開通後の旅客案内名称に基づいている。

## 利用状況
2024年度（令和6年度）の1日平均乗降人員は6,229人である。毎年8月に「江戸川花火大会」が開催される際は、当駅及び次の国府台駅が会場最寄り駅の1つになるが、篠崎駅や本八幡駅の混雑を避けて両駅を利用する利用客も見られる。
近年の1日平均乗降・乗車人員の推移は以下の通り。
| 年度               | 1日平均 乗降人員 | 1日平均 乗車人員 | 出典       |
| ------------------ | ---------------- | ---------------- | ---------- |
| 1990年（平成02年） |                  | 2,882            | [ * 1 ]    |
| 1991年（平成03年） |                  | 2,984            | [ * 2 ]    |
| 1992年（平成04年） |                  | 2,951            | [ * 3 ]    |
| 1993年（平成05年） |                  | 2,964            | [ * 4 ]    |
| 1994年（平成06年） |                  | 3,011            | [ * 5 ]    |
| 1995年（平成07年） |                  | 3,172            | [ * 6 ]    |
| 1996年（平成08年） |                  | 3,205            | [ * 7 ]    |
| 1997年（平成09年） |                  | 3,016            | [ * 8 ]    |
| 1998年（平成10年） |                  | 2,792            | [ * 9 ]    |
| 1999年（平成11年） |                  | 2,738            | [ * 10 ]   |
| 2000年（平成12年） |                  | 2,707            | [ * 11 ]   |
| 2001年（平成13年） |                  | 2,660            | [ * 12 ]   |
| 2002年（平成14年） | 5,293            | 2,586            | [ * 13 ]   |
| 2003年（平成15年） | 5,325            | 2,642            | [ * 14 ]   |
| 2004年（平成16年） | 5,203            | 2,633            | [ * 15 ]   |
| 2005年（平成17年） | 5,317            | 2,693            | [ * 16 ]   |
| 2006年（平成18年） | 5,356            | 2,721            | [ * 17 ]   |
| 2007年（平成19年） | 5,409            | 2,732            | [ * 18 ]   |
| 2008年（平成20年） | 5,503            | 2,778            | [ * 19 ]   |
| 2009年（平成21年） | 5,515            | 2,784            | [ * 20 ]   |
| 2010年（平成22年） | 5,485            | 2,762            | [ * 21 ]   |
| 2011年（平成23年） | 5,215            | 2,617            | [ * 22 ]   |
| 2012年（平成24年） | 5,294            | 2,663            | [ * 23 ]   |
| 2013年（平成25年） | 5,388            | 2,710            | [ * 24 ]   |
| 2014年（平成26年） | 5,203            | 2,618            | [ * 25 ]   |
| 2015年（平成27年） | 5,348            | 2,697            | [ * 26 ]   |
| 2016年（平成28年） | 5,584            | 2,814            | [ * 27 ]   |
| 2017年（平成29年） | 5,800            | 2,921            | [ * 28 ]   |
| 2018年（平成30年） | 6,185            | 3,116            | [ * 29 ]   |
| 2019年（令和元年） | 6,264            | 3,160            | [ 京成 2 ] |
| 2020年（令和02年） | 4,980            | 2,509            | [ 京成 3 ] |
| 2021年（令和03年） | 5,143            | 2,595            | [ 京成 4 ] |
| 2022年（令和04年） | 5,548            | 2,800            | [ 京成 5 ] |
| 2023年（令和05年） | 5,964            | 3,009            | [ 京成 6 ] |
| 2024年（令和06年） | 6,229            | 3,142            | [ 京成 1 ] |

## 駅周辺
駅出入口前は道幅の狭い一方通行道路となっており、バス・タクシー乗り場も設けられていない。
- リブレ京成 江戸川駅前店
- 小岩アーバンプラザ
- 宝林寺
- 北小岩三郵便局
- 小岩緑地
  - 小岩菖蒲園
  - 以前は小岩菖蒲園より水上バス（東京都観光汽船江戸川航路）が発着していた。
- 江戸川
- 江戸川女子中学校・高等学校

### バス路線
最寄りの停留所は「江戸川駅通り」である。駅を出て南に300メートル進むと蔵前橋通り沿いに停留所がある。
新小52：新小岩駅東北広場行 / 市川駅行（京成バス東京）

## 隣の駅
京成電鉄
 本線
■快速特急・■特急・■通勤特急・■快速
通過
■普通
京成小岩駅 (KS11) - 江戸川駅 (KS12) - 国府台駅 (KS13)